# Armentières-en-Brie
Pour les articles homonymes, voir Armentières (homonymie) et Brie.
Armentières-en-Brie  est une commune française située dans le département de Seine-et-Marne en région Île-de-France.

## Géographie

### Localisation

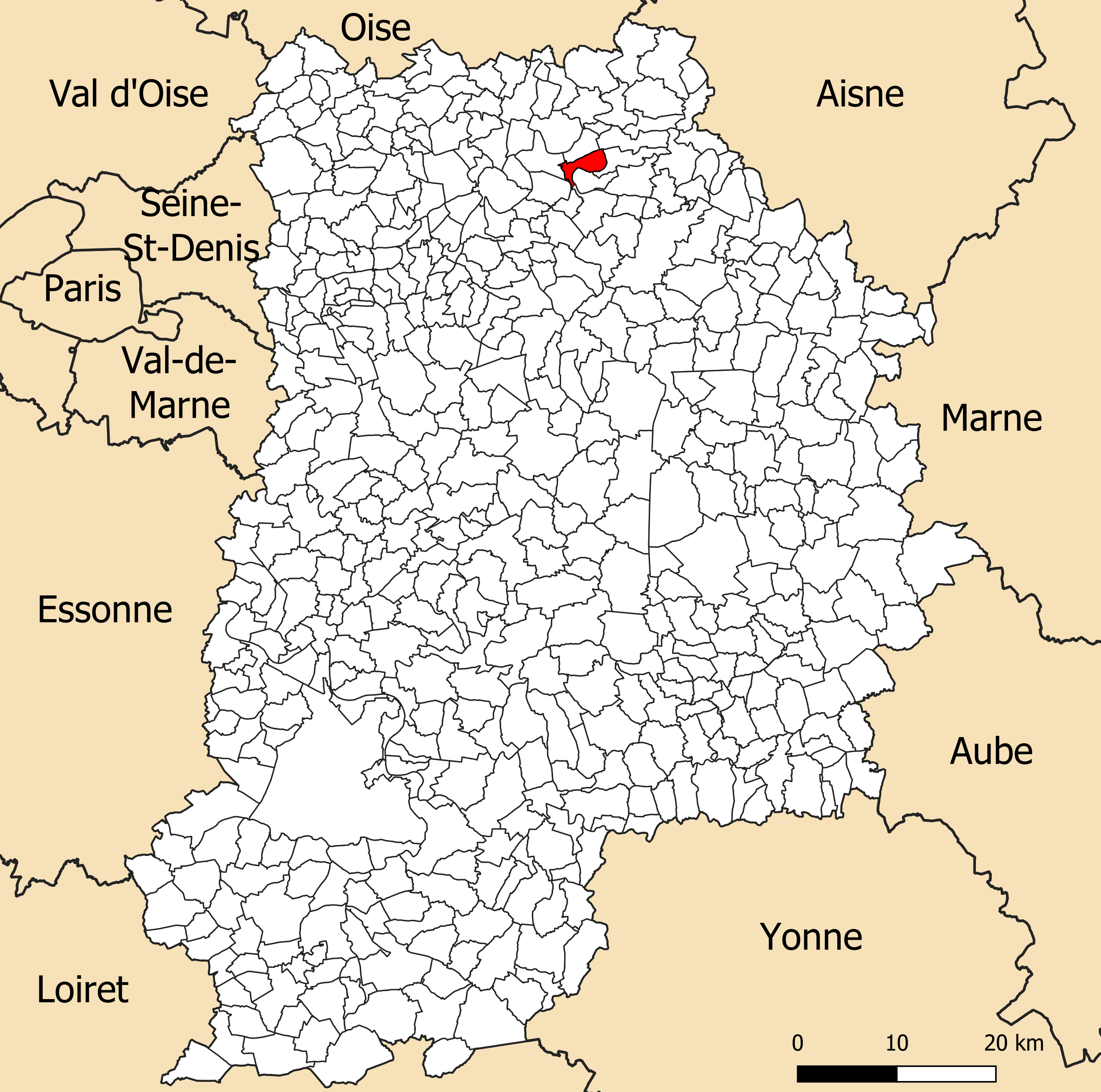
Localisation de la commune d'Armentières-en-Brie dans le département de Seine-et-Marne.

Le village est situé à 12 km à l'est de Meaux.

### Communes limitrophes

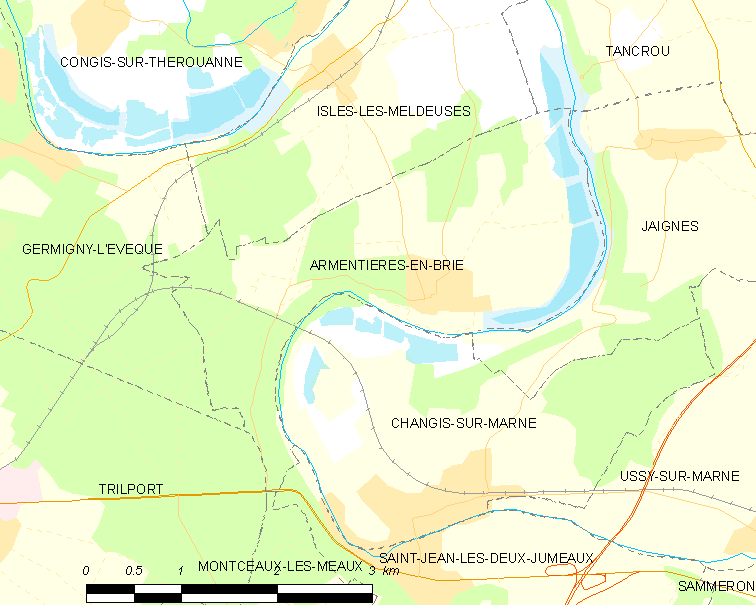
Carte des communes limitrophes d'Armentières-en-Brie.

|                   | Isles-les-Meldeuses                                               | Tancrou |
| Germigny-l'Évêque | Armentières-en-Brie                                               | Jaignes |
| Trilport          | Changis-sur-Marne Montceaux-lès-Meaux Saint-Jean-les-Deux-Jumeaux |         |

### Hydrographie

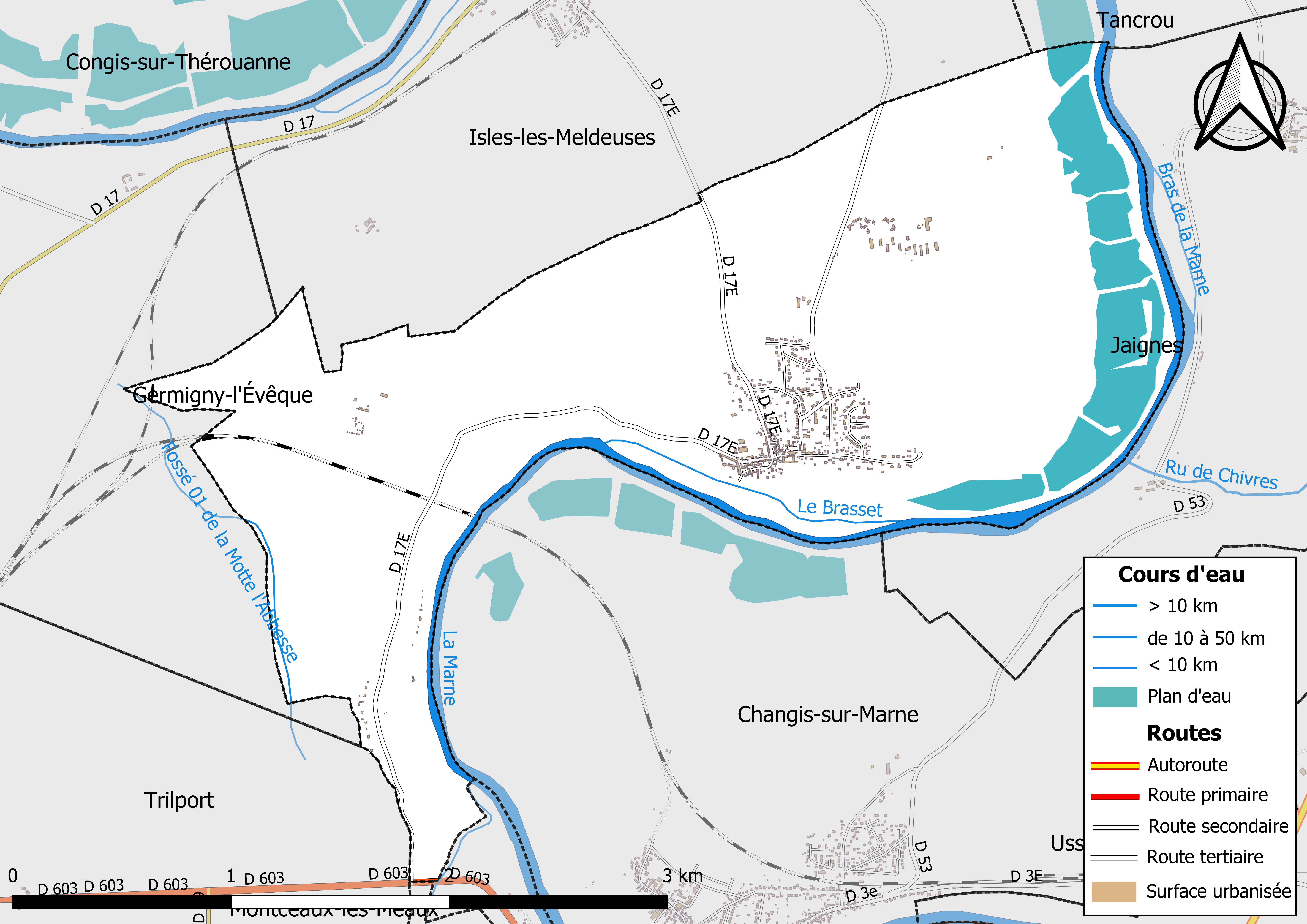
Carte des réseaux hydrographique et routier d'Armentières-en-Brie.

Située dans une boucle de la Marne, le réseau hydrographique de la commune se compose de quatre cours d'eau référencés :
- la Marne, longue de 514,25 km[1], principal affluent de la Seine, en rive gauche avec la commune voisine d'Isles-les-Meldeuses.
  - le Brasset, 1,56 km[2], qui conflue avec la Marne ;
  - le cours d'eau 01 du Bois Verdelot, 1,70 km[3], affluent de la Marne ;
- le fossé 01 de la Motte l'Abbesse, 2,20 km[4].

Le ru de Chivres (ou ru de Rutel), long de 8,90 km, affluent de la Marne.
La longueur totale des cours d'eau sur la commune est de 7,45 km.

### Climat
Pour des articles plus généraux, voir Climat de l'Île-de-France et Climat de Seine-et-Marne.
En 2010, le climat de la commune est de type climat océanique dégradé des plaines du Centre et du Nord, selon une étude du CNRS s'appuyant sur une série de données couvrant la période 1971-2000. En 2020, Météo-France publie une typologie des climats de la France métropolitaine dans laquelle la commune est exposée à un climat océanique altéré et est dans la région climatique Nord-est du bassin Parisien, caractérisée par un ensoleillement médiocre, une pluviométrie moyenne régulièrement répartie au cours de l’année et un hiver froid (3 °C).
Pour la période 1971-2000, la température annuelle moyenne est de 11 °C, avec une amplitude thermique annuelle de 15,1 °C. Le cumul annuel moyen de précipitations est de 722 mm, avec 11,2 jours de précipitations en janvier et 7,9 jours en juillet. Pour la période 1991-2020, la température moyenne annuelle observée sur la station météorologique la plus proche, située sur la commune de Changis-sur-Marne à 2 km à vol d'oiseau, est de 11,9 °C et le cumul annuel moyen de précipitations est de 710,1 mm,. Pour l'avenir, les paramètres climatiques de la commune estimés pour 2050 selon différents scénarios d'émission de gaz à effet de serre sont consultables sur un site dédié publié par Météo-France en novembre 2022.
| Mois                                  | jan.            | fév.           | mars          | avril         | mai           | juin          | jui.          | août          | sep.          | oct.          | nov.             | déc.          | année      |
| ------------------------------------- | --------------- | -------------- | ------------- | ------------- | ------------- | ------------- | ------------- | ------------- | ------------- | ------------- | ---------------- | ------------- | ---------- |
| Température minimale moyenne (°C)     | 2               | 1,9            | 3,5           | 5,8           | 9,2           | 12,3          | 14            | 13,7          | 10,9          | 8,7           | 4,9              | 2,6           | 7,5        |
| Température moyenne (°C)              | 4,6             | 5,2            | 8             | 11,2          | 14,6          | 17,9          | 19,9          | 19,7          | 16,5          | 12,7          | 7,9              | 5,2           | 11,9       |
| Température maximale moyenne (°C)     | 7,1             | 8,5            | 12,5          | 16,6          | 20            | 23,5          | 25,8          | 25,7          | 22            | 16,8          | 10,9             | 7,7           | 16,4       |
| Record de froid (°C) date du record   | −14,2 07.01.09  | −11,5 07.02.12 | −9,6 01.03.05 | −4,8 08.04.03 | −0,5 06.05.19 | 2,4 04.06.01  | 6,8 31.07.15  | 5,9 26.08.18  | 1,8 30.09.18  | −2,7 24.10.03 | −10,4 24.11.1998 | −8,9 26.12.10 | −14,2 2009 |
| Record de chaleur (°C) date du record | 16,7 05.01.1999 | 20,8 27.02.19  | 25,5 31.03.21 | 29,1 20.04.18 | 32 28.05.17   | 36,4 21.06.17 | 42,2 25.07.19 | 40,1 07.08.03 | 35,8 09.09.23 | 29 02.10.23   | 22,8 07.11.15    | 18 07.12.00   | 42,2 2019  |
| Précipitations (mm)                   | 56,1            | 53,2           | 54,1          | 44,2          | 65,6          | 59,2          | 64,9          | 67,5          | 50,4          | 61,6          | 58,8             | 74,5          | 710,1      |

### Milieux naturels et biodiversité

#### Réseau Natura 2000

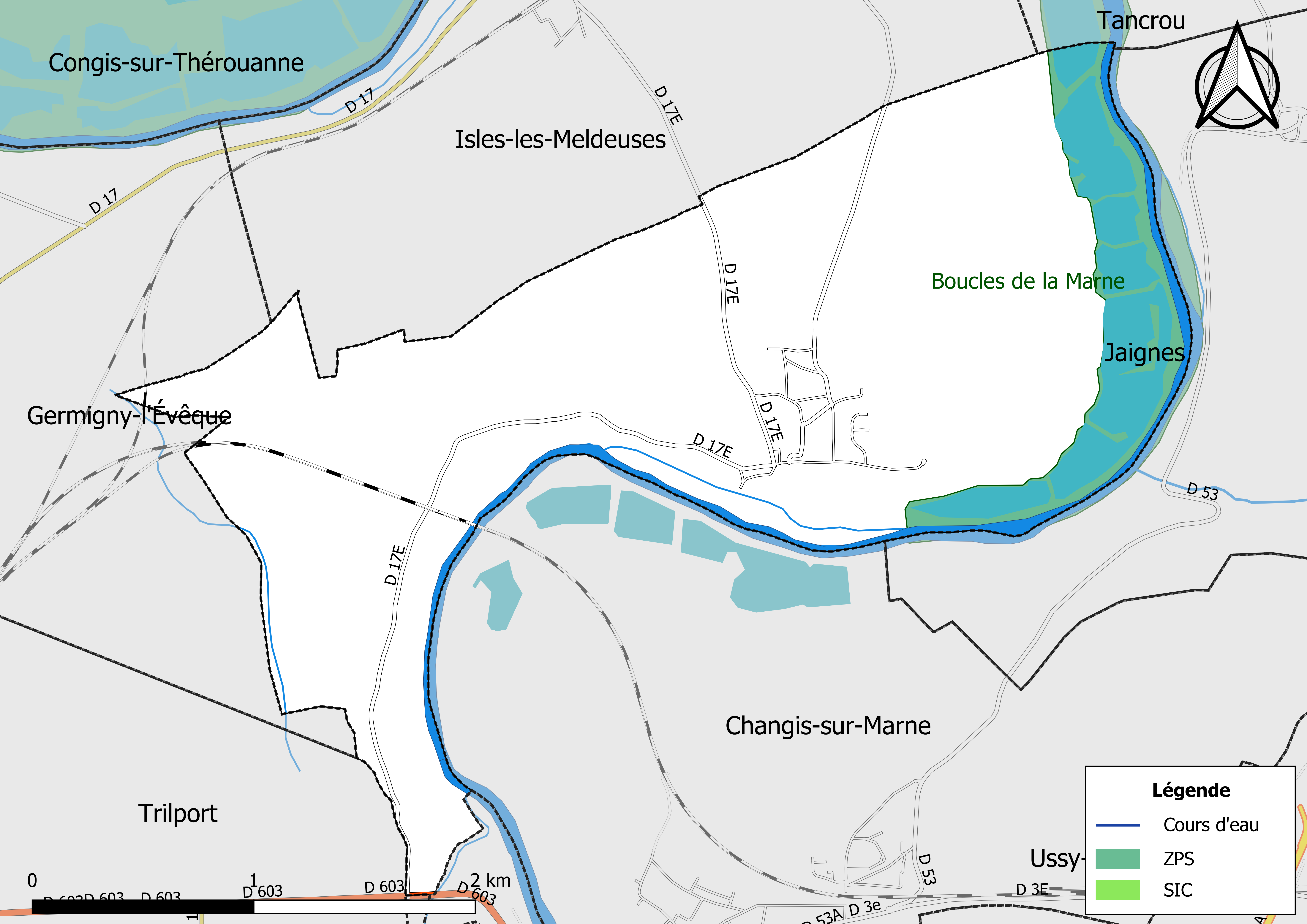
Sites Natura 2000 sur le territoire communal.

Le réseau Natura 2000 est un réseau écologique européen de sites naturels d’intérêt écologique élaboré à partir des Directives « Habitats » et « Oiseaux ». Ce réseau est constitué de Zones spéciales de conservation (ZSC) et de Zones de protection spéciale (ZPS). Dans les zones de ce réseau, les États Membres s'engagent à maintenir dans un état de conservation favorable les types d'habitats et d'espèces concernés, par le biais de mesures réglementaires, administratives ou contractuelles.
Un site Natura 2000 a été défini sur la commune au titre de la « directive Oiseaux » :
- les « Boucles de la Marne », d'une superficie de 2 641 ha, un lieu refuge pour une population d’Œdicnèmes criards d’importance régionale qui subsiste malgré la détérioration des milieux[15],[16].

#### Zones naturelles d'intérêt écologique, faunistique et floristique
L’inventaire des zones naturelles d'intérêt écologique, faunistique et floristique (ZNIEFF) a pour objectif de réaliser une couverture des zones les plus intéressantes sur le plan écologique, essentiellement dans la perspective d’améliorer la connaissance du patrimoine naturel national et de fournir aux différents décideurs un outil d’aide à la prise en compte de l’environnement dans l’aménagement du territoire.
Le territoire communal d'Armentières-en-Brie comprend trois ZNIEFF de type 1, :
- les « Bois Basuel » (134,52 ha), couvrant 2 communes du département[18] ;
- la « Carrière d'Isles-les-Meldeuses et Armentières » (477,52 ha), couvrant 3 communes du département[19] ;
- la « Pelouse sur la partie est à Armantières-en-Brie » (56,69 ha)[20] ;

et un ZNIEFF de type 2,,
la « Forêt domaniale de Montceaux » (1 304,43 ha), couvrant 5 communes du département.

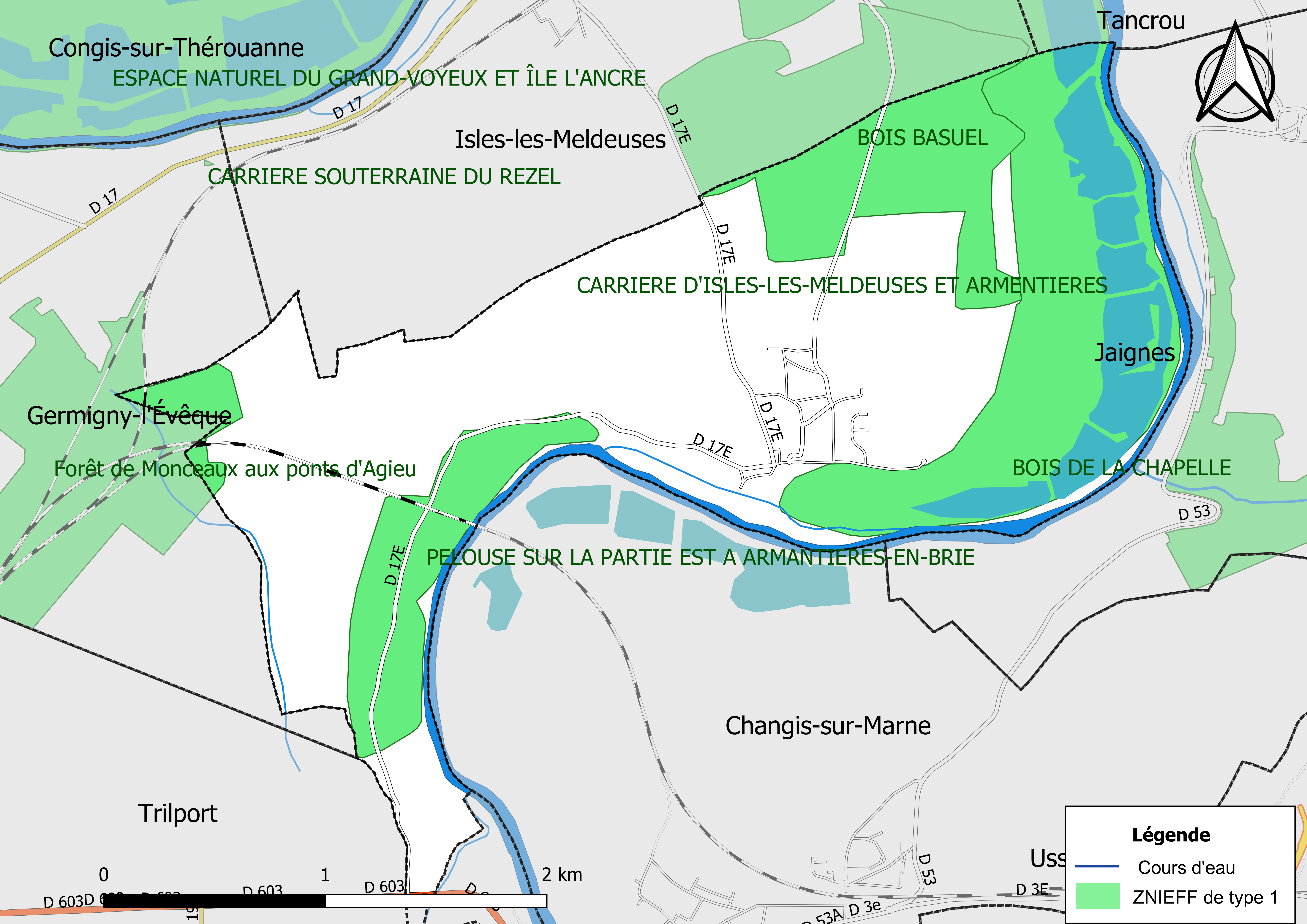
Carte des ZNIEFF de type 1 de la commune.
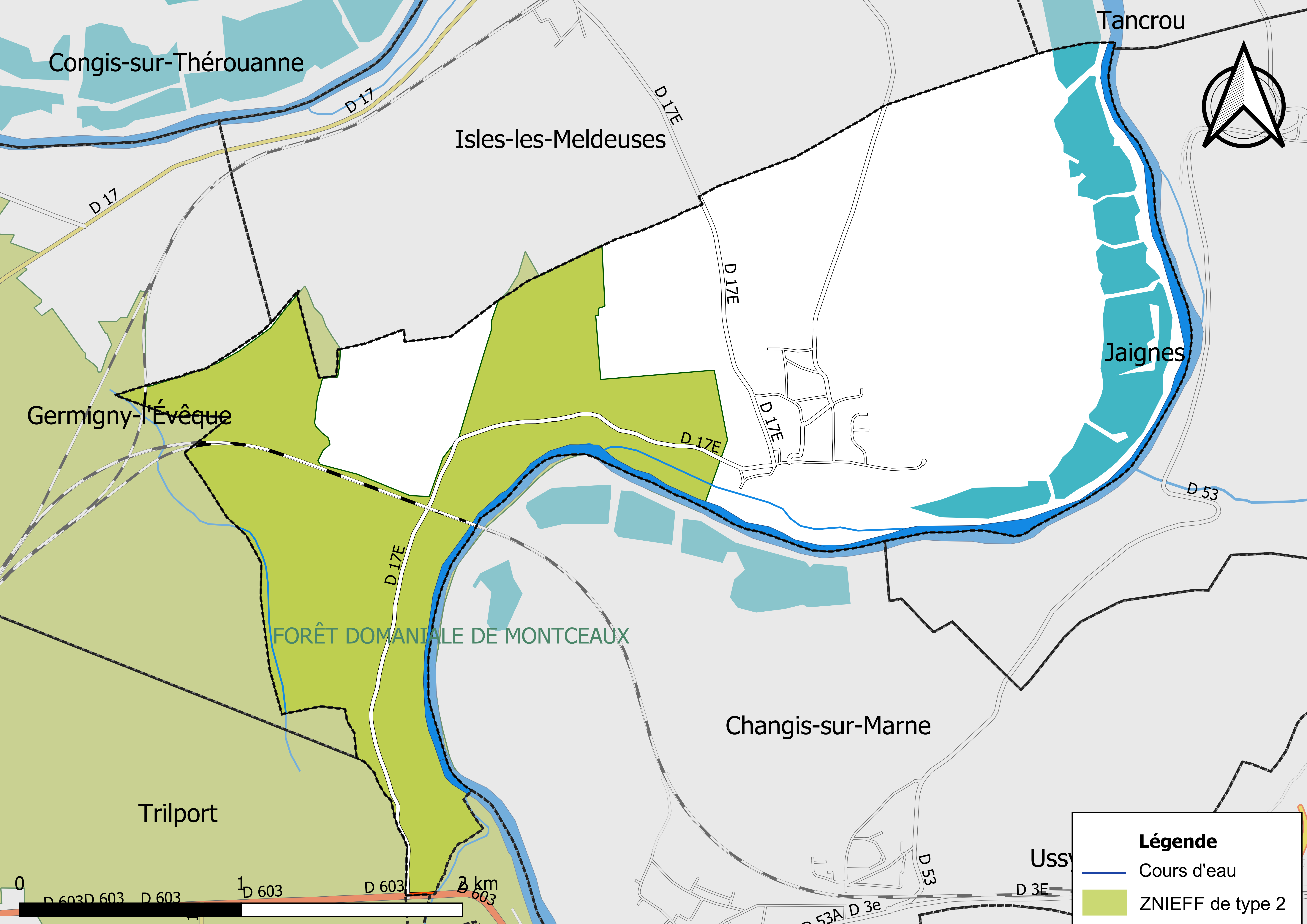
Carte des ZNIEFF de type 2 de la commune.

## Urbanisme

### Typologie
Au 1er janvier 2024, Armentières-en-Brie est catégorisée bourg rural, selon la nouvelle grille communale de densité à sept niveaux définie par l'Insee en 2022.
Elle est située hors unité urbaine. Par ailleurs la commune fait partie de l'aire d'attraction de Paris, dont elle est une commune de la couronne,. Cette aire regroupe 1 929 communes,.

### Lieux-dits et écarts
La commune compte 47 lieux-dits administratifs répertoriés consultables ici (source : le fichier Fantoir) dont le Vieux Chemin, le Vignois.

### Occupation des sols
L'occupation des sols de la commune, telle qu'elle ressort de la base de données européenne d’occupation biophysique des sols Corine Land Cover (CLC), est marquée par l'importance des forêts et milieux semi-naturels (43,4 % en 2018), en augmentation par rapport à 1990 (40,2 %). La répartition détaillée en 2018 est la suivante :
forêts (43,4 %), terres arables (37,9 %), eaux continentales (11,1 %), zones urbanisées (6,1 %), mines, décharges et chantiers (1,4 %).
Parallèlement, L'Institut Paris Région, agence d'urbanisme de la région Île-de-France, a mis en place un inventaire numérique de l'occupation du sol de l'Île-de-France, dénommé le MOS (Mode d'occupation du sol), actualisé régulièrement depuis sa première édition en 1982. Réalisé à partir de photos aériennes, le Mos distingue les espaces naturels, agricoles et forestiers mais aussi les espaces urbains (habitat, infrastructures, équipements, activités économiques, etc.) selon une classification pouvant aller jusqu'à 81 postes, différente de celle de Corine Land Cover,,. L'Institut met également à disposition des outils permettant de visualiser par photo aérienne l'évolution de l'occupation des sols de la commune entre 1949 et 2018.

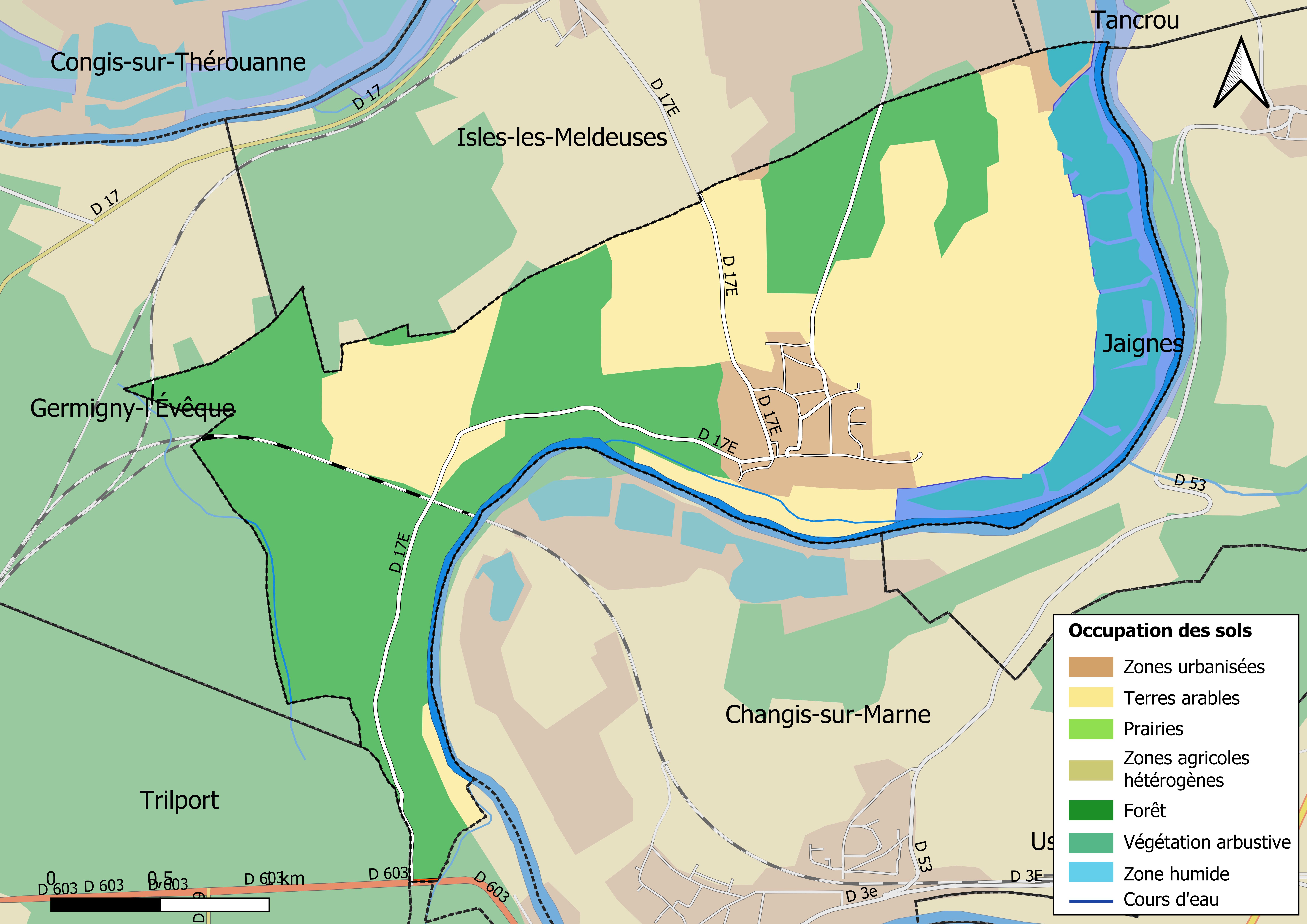
Carte des infrastructures et de l'occupation des sols en 2018 (CLC) de la commune.
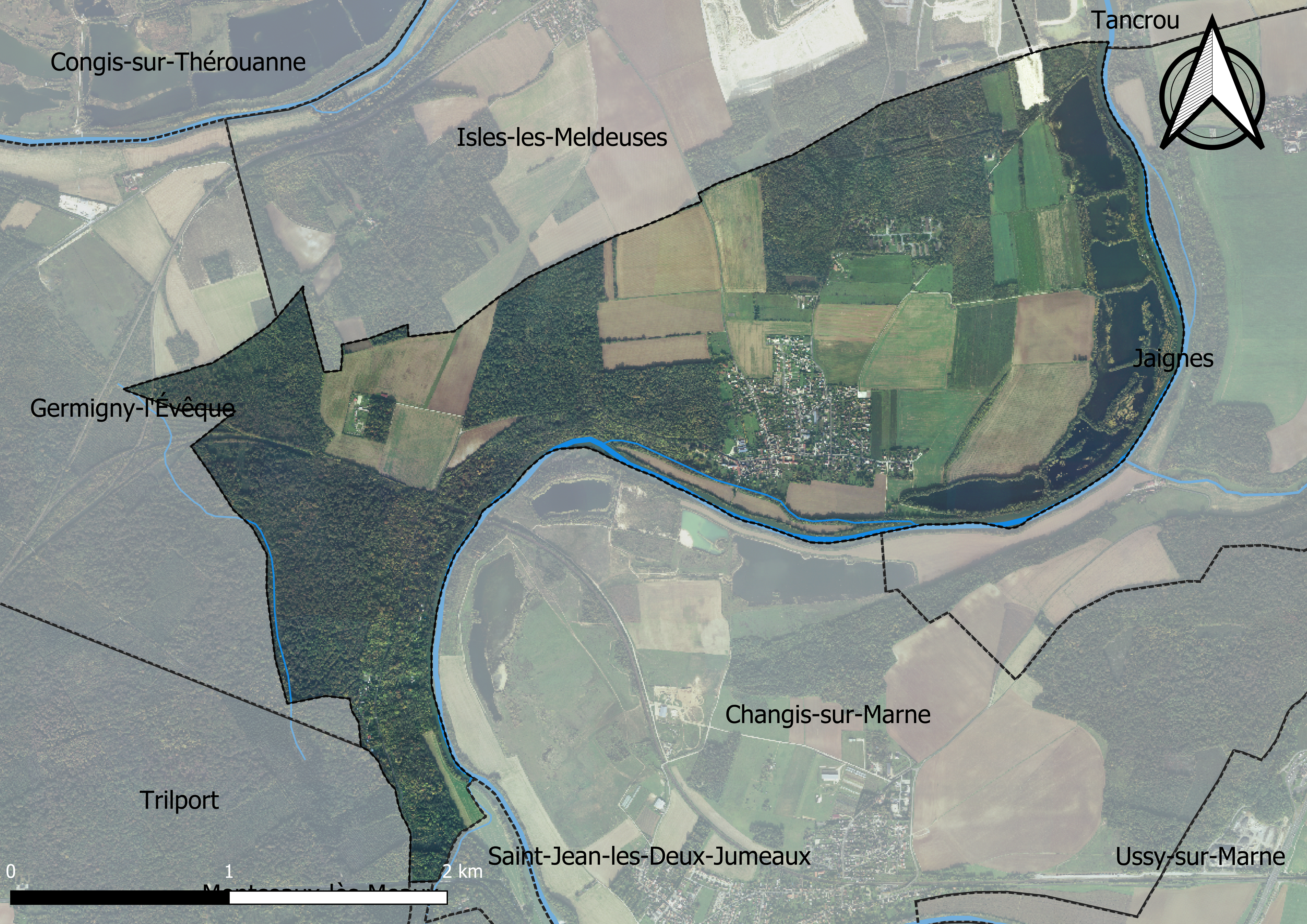
Carte orhophotogrammétrique de la commune.

### Planification
La loi SRU du 13 décembre 2000 a incité les communes à se regrouper au sein d’un établissement public, pour déterminer les partis d’aménagement de l’espace au sein d’un SCoT, un document d’orientation stratégique des politiques publiques à une grande échelle et à un horizon de 20 ans et s'imposant aux documents d'urbanisme locaux, les PLU (Plan local d'urbanisme). La commune est dans le territoire du SCOT Marne Ourcq, approuvé le 6 avril 2017 et porté par le syndicat Mixte Marne-Ourcq regroupant 41 communes du Pays de l'Ourcq et du Pays Fertois.
La commune disposait en 2019 d'un plan local d'urbanisme approuvé. Le zonage réglementaire et le règlement associé peuvent être consultés sur le géoportail de l'urbanisme.

### Logement
En 2016, le nombre total de logements dans la commune était de 407 dont 81,8 % de maisons et 18 % d’appartements.
Parmi ces logements, 90 % étaient des résidences principales, 2,9 % des résidences secondaires et 7,1 % des logements vacants.
La part des ménages fiscaux propriétaires de leur résidence principale s’élevait à 74,4 % contre 24,7 % de locataires et 0,9 % logés gratuitement,.

### Voies de communication et transports
La commune est desservie par une gare (Isles - Armentières - Congis) de la ligne Paris -  La Ferté-Milon (Ligne P du Transilien) à 2,5 km.

## Toponymie
Le nom de la localité est attesté sous les formes Armentaria en 1107, Hermenteria en 1135.
Ce toponyme, à l'unanimité des toponymistes, dérive du latin Armentum désignant un troupeau de gros bétail (sans doute des bovins), « lieux où on élève du gros bétail ». Voir la toponymie de la ville d'Armentières (Nord).
C'est par un décret du 27 avril 1937 qu'Armentière est devenu Armentières-en-Brie pour le différencier des autres Armentières du pays.

## Histoire
Le village est mentionné dès le XIIe siècle.
La paroisse fut réunie à celle d'Isles-lès-Meldeuses en 1790 pour constituer qu'une seule commune. Elle en sera détachée en 1906.
La commune est renommée Armentières-en-Brie en 1937 (anciennement Armentières).

## Politique et administration

### Liste des maires
| Période                                  | Période  | Identité          | Étiquette | Qualité                                          |
| ---------------------------------------- | -------- | ----------------- | --------- | ------------------------------------------------ |
| Les données manquantes sont à compléter. |          |                   |           |                                                  |
| 1995                                     | 2001     | Jean Terrazoni    |           |                                                  |
| 2001                                     | 2014     | Claudine Courtial |           |                                                  |
| mars 2014                                | 2020     | Denis Walle       | DVD       | Cadre retraité des Industries et Arts Graphiques |
| 2020                                     | En cours | Vincent Carré     |           | Retraité                                         |

### Tendances politiques et résultats
| Scrutin             | Scrutin             | 1er tour | 1er tour | 1er tour | 1er tour | 1er tour | 1er tour | 1er tour | 1er tour  | 1er tour | 1er tour | 1er tour | 1er tour | 2d tour | 2d tour | 2d tour | 2d tour | 2d tour | 2d tour |
| Scrutin             | Scrutin             | 1er      | 1er      | %        | 2e       | 2e       | %        | 3e       | 3e        | %        | 4e       | 4e       | %        | 1er     | 1er     | %       | 2e      | 2e      | %       |
| ------------------- | ------------------- | -------- | -------- | -------- | -------- | -------- | -------- | -------- | --------- | -------- | -------- | -------- | -------- | ------- | ------- | ------- | ------- | ------- | ------- |
| Présidentielle 2017 | Présidentielle 2017 |          | LR       | 31,73    |          | FN       | 29,59    |          | EM        | 17,11    |          | LFI      | 11,05    |         | EM      | 59,80   |         | FN      | 40,20   |
| Présidentielle 2022 | Présidentielle 2022 |          | RN       | 30,45    |          | LREM     | 24,56    |          | LFI       | 14,54    |          | REC      | 12,77    |         | RN      | 51,24   |         | LREM    | 48,76   |
| Législatives 2022   | 6e                  |          | RN       | 29,76    |          | Agir-Ens | 22,84    |          | LFI-Nupes | 20,07    |          | LR       | 13,15    |         | RN      | 62,50   |         | LFI     | 37,50   |
| Législatives 2024   | 6e                  |          | RN       | 49,26    |          | LR       | 33,05    |          | LFI-NFP   | 14,95    |          | LO       | 2,74     |         | RN      | 73,85   |         | LFI     | 26,15   |

## Équipements et services

### Eau et assainissement
L’organisation de la distribution de l’eau potable, de la collecte et du traitement des eaux usées et pluviales relève des communes. La loi NOTRe de 2015 a accru le rôle des EPCI à fiscalité propre en leur transférant cette compétence. Ce transfert devait en principe être effectif au 1er janvier 2020, mais la loi Ferrand-Fesneau du 3 août 2018 a introduit la possibilité d’un report de ce transfert au 1er janvier 2026,.

#### Assainissement des eaux usées
En 2020, la gestion du service d'assainissement collectif de la commune d'Armentières-en-Brie est assurée par la communauté de communes du Pays de l'Ourcq (CCPO) pour la collecte, le transport et la dépollution. Ce service est géré en délégation par une entreprise privée, dont le contrat arrive à échéance le 29 février 2024,,.
L’assainissement non collectif (ANC) désigne les installations individuelles de traitement des eaux domestiques qui ne sont pas desservies par un réseau public de collecte des eaux usées et qui doivent en conséquence traiter elles-mêmes leurs eaux usées avant de les rejeter dans le milieu naturel. La communauté de communes du Pays de l'Ourcq (CCPO) assure pour le compte de la commune le service public d'assainissement non collectif (SPANC), qui a pour mission de vérifier la bonne exécution des travaux de réalisation et de réhabilitation, ainsi que le bon fonctionnement et l’entretien des installations. Cette prestation est réalisée en régie,,.

#### Eau potable
En 2020, l'alimentation en eau potable de la commune est assurée par la communauté de communes du Pays de l'Ourcq (CCPO) qui en a délégué la gestion à une entreprise privée, dont le contrat expire le 31 décembre 2023,.
Les nappes de Beauce et du Champigny sont classées en Zone de répartition des eaux (ZRE), signifiant un déséquilibre entre les besoins en eau et la ressource disponible. Le changement climatique est susceptible d’aggraver ce déséquilibre. Ainsi afin de renforcer la garantie d’une distribution d’une eau de qualité en permanence sur le territoire du département, le troisième Plan départemental de l’eau signé, le 3 octobre 2017, contient un plan d’actions afin d’assurer avec priorisation la sécurisation de l’alimentation en eau potable des Seine-et-Marnais. À cette fin a été préparé et publié en décembre 2020 un schéma départemental d’alimentation en eau potable de secours dans lequel huit secteurs prioritaires sont définis. La commune fait partie du secteur CCPO.

## Population et société

### Démographie
L'évolution du nombre d'habitants est connue à travers les recensements de la population effectués dans la commune depuis 1793. Pour les communes de moins de 10 000 habitants, une enquête de recensement portant sur toute la population est réalisée tous les cinq ans, les populations de référence des années intermédiaires étant quant à elles estimées par interpolation ou extrapolation. Pour la commune, le premier recensement exhaustif entrant dans le cadre du nouveau dispositif a été réalisé en 2004.

En 2022, la commune comptait 1 196 habitants, en évolution de −4,32 % par rapport à 2016 (Seine-et-Marne : +3,92 %, France hors Mayotte : +2,11 %).
| 1793 | 1800 | 1806 | 1821 | 1831 | 1836 | 1841 | 1846 | 1851 |
| ---- | ---- | ---- | ---- | ---- | ---- | ---- | ---- | ---- |
| 454  | 533  | 536  | 560  | 584  | 528  | 568  | 688  | 636  |

| 1856 | 1861 | 1866 | 1872 | 1876 | 1881 | 1886 | 1891 | 1896 |
| ---- | ---- | ---- | ---- | ---- | ---- | ---- | ---- | ---- |
| 549  | 591  | 501  | 487  | 510  | 476  | 497  | 501  | 465  |

| 1901 | 1906 | 1911 | 1921 | 1926 | 1931 | 1936 | 1946 | 1954 |
| ---- | ---- | ---- | ---- | ---- | ---- | ---- | ---- | ---- |
| 484  | 213  | 170  | 151  | 159  | 194  | 154  | 155  | 120  |

| 1962 | 1968 | 1975 | 1982 | 1990  | 1999  | 2004  | 2006  | 2009  |
| ---- | ---- | ---- | ---- | ----- | ----- | ----- | ----- | ----- |
| 236  | 300  | 796  | 827  | 1 157 | 1 256 | 1 308 | 1 336 | 1 383 |

| 2014  | 2019  | 2022  | - | - | - | - | - | - |
| ----- | ----- | ----- | - | - | - | - | - | - |
| 1 301 | 1 225 | 1 196 | - | - | - | - | - | - |

La population est très jeune, puisqu'Armentières-en-Brie se place en première position des villes de plus de 1 000 habitants les plus jeunes de France, avec 44,8 % de la population de moins de 20 ans.

### Manifestations culturelles et festivités
L'Armentièroise et l'Armentièroise By Night: Trails se déroulant respectivement en mai et décembre de chaque année.

## Économie

### Revenus de la population et fiscalité
En 2017, le nombre de ménages fiscaux de la commune était de 355, représentant 1 173 personnes et la  médiane du revenu disponible par unité de consommation  de 20 270 euros.

### Emploi
En 2017, le nombre total d’emplois dans la zone était de 47, occupant 428 actifs  résidants.
Le taux d'activité de la population (actifs ayant un emploi) âgée de 15 à 64 ans s'élevait à 55,5 % contre un taux de chômage de 12,2 %.
Les 32,2 % d’inactifs se répartissent de la façon suivante : 16,1 % d’étudiants et stagiaires non rémunérés, 5,3 % de retraités ou préretraités et 10,9 % pour les autres inactifs.

### Entreprises et commerces
En 2018, le nombre d'établissements actifs était de 27 dont 1 dans l’industrie manufacturière, industries extractives et autres, 6 dans la construction, 8 dans le commerce de gros et de détail, transports, hébergement et restauration, 1 dans les activités financières et d'assurance, 7 dans les activités spécialisées, scientifiques et techniques et activités de services administratifs et de soutien, 2 dans l’administration publique, enseignement, santé humaine et action sociale et 2  étaient relatifs aux autres activités de services.
En 2019, 11 entreprises individuelles ont été créées sur le territoire de la commune.
Au 1er janvier 2020, la commune ne disposait pas d’hôtel et de terrain de camping.

## Culture locale et patrimoine

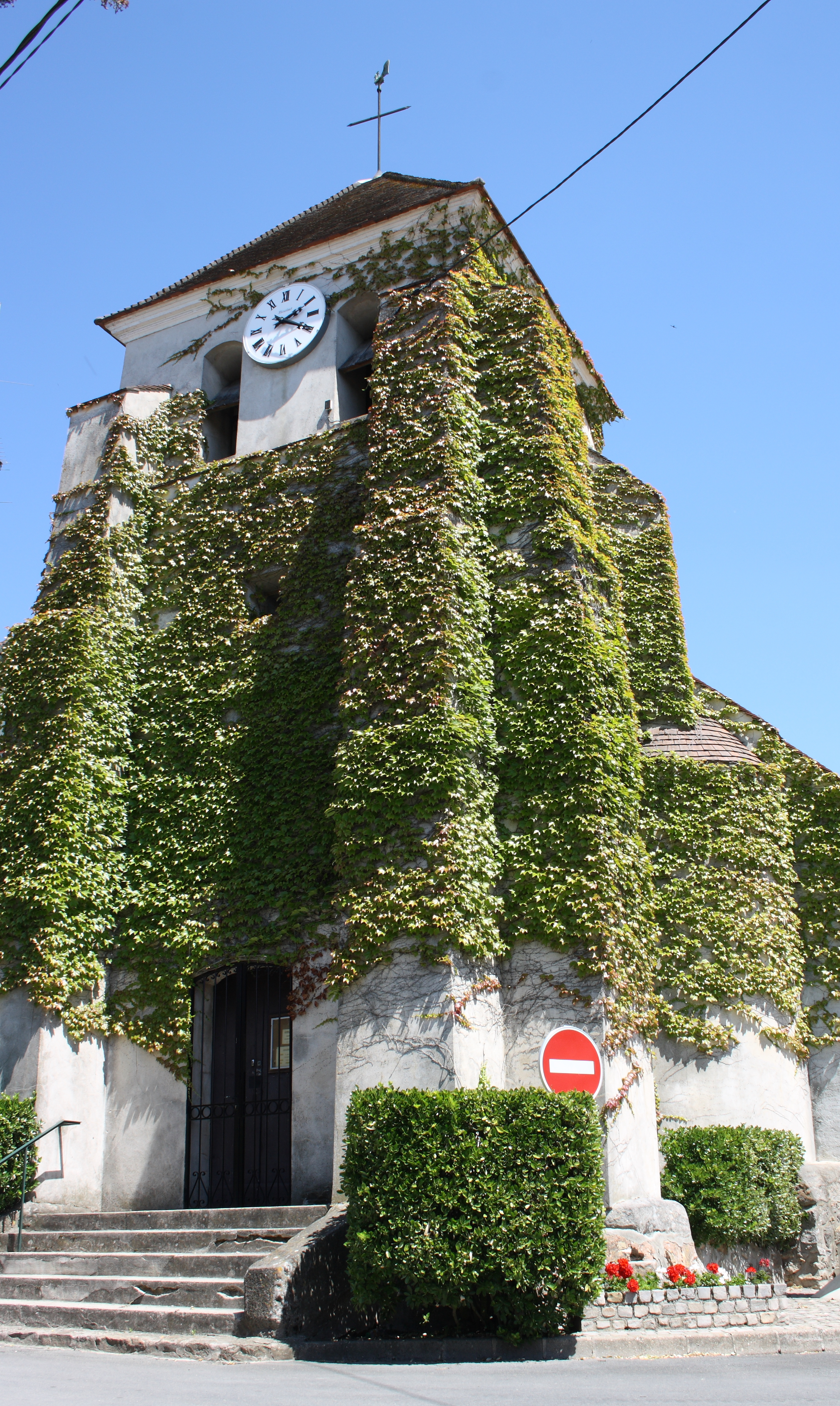
L'église Saint-Germain.

### Lieux et monuments
- l'église romane placée sous le vocable de Saint-Germain, XIIe siècle.
- Château d'Armentières.
- Château du Vignois.

### Personnalités liées à la commune
- Augustin Dupré (1748-1833), graveur en monnaies et médailles français ;
- Louis-Joseph Bahin (en) (1813-1857), peintre portraitiste : né le 6 février 1813 à Armentières-en-Brie (au hameau des Isles, devenu Isles-les-Meldeuses). Il a fait souche aux États-Unis, d'abord à la Nouvelle-Orléans, puis il s'installe à Natchez dans le Mississippi. Ses toiles sont exposées dans des musées des États-Unis. Il mourra le 22 juin 1857 à Natchez ;
- Eugène Leliepvre (1908-2013), peintre, dessinateur et illustrateur français[61] est inhumé au cimetière d'Armentières-en-Brie ;
- Éric Leblacher, coureur cycliste professionnel ;
- Gershon Liebman, rabbin qui a créé un quartier juif excentré de la ville.

### Héraldique, logotype et devise
| Blason de Armentières-en-Brie | Blason  | De gueules à une montagne d'or mouvant d'une rivière d'azur, surmontée d'une vache d'argent colletée, clarinée et onglée d'or. Ornements extérieursTimbré d'une couronne murale d'or et soutenu à dextre d'une branche de chêne et à senestre d'une gerbe de blé aussi d'or, liées de gueules en sautoir en pointe. |
| Blason de Armentières-en-Brie | Détails | Conçu par Jean-Claude Molinier en 1998. Figure sur le site internet de la commune. |